# مناره مسجد جامع خاش
مناره مسجد جامع خاش مربوط به دوره قاجار است و در خاش، خیابان امام خمینی واقع شده و این اثر در تاریخ ۶ خرداد ۱۳۷۷ با شمارهٔ ثبت ۲۰۲۶ به‌عنوان یکی از آثار ملی ایران به ثبت رسیده است.
کتیبه ای بر روی منار وجود دارد که سال ساخت یا  مرمت آن را «تیرماه 1318» عنوان می‌کند.